# مدار ۶۴ درجه شمالی
مدار ۶۴ درجه شمالی، دایره‌ای از عرض جغرافیایی است که در ۶۴ درجهٔ شمالی خط استوا  قرار دارد.

## گذر از مناطق
از نصف‌النهار مبدأ شروع می‌شود و به سمت مشرق ۶۴ درجه شمالی از موارد زیر گذر می‌کند:
| مختصات‌ها                                             | کشور، قلمرو یا دریا | توضیحات                                        |
| ---------------------------------------------------- | ------------------- | ---------------------------------------------- |
| ۶۴°۰′ شمالی ۰°۰′ شرقی / ۶۴٫۰۰۰°شمالی ۰٫۰۰۰°شرقی      | اقیانوس اطلس        | دریای نروژ                                     |
| ۶۴°۰′ شمالی ۱۰°۰′ شرقی / ۶۴٫۰۰۰°شمالی ۱۰٫۰۰۰°شرقی    | نروژ                | Passing through استاینکیر                      |
| ۶۴°۰′ شمالی ۱۲°۴۵′ شرقی / ۶۴٫۰۰۰°شمالی ۱۲٫۷۵۰°شرقی   | سوئد                |                                                |
| ۶۴°۰′ شمالی ۲۰°۵۵′ شرقی / ۶۴٫۰۰۰°شمالی ۲۰٫۹۱۷°شرقی   | دریای بالتیک        | خلیج بوتنی                                     |
| ۶۴°۰′ شمالی ۲۳°۲۳′ شرقی / ۶۴٫۰۰۰°شمالی ۲۳٫۳۸۳°شرقی   | فنلاند              |                                                |
| ۶۴°۰′ شمالی ۳۰°۲۸′ شرقی / ۶۴٫۰۰۰°شمالی ۳۰٫۴۶۷°شرقی   | روسیه               |                                                |
| ۶۴°۰′ شمالی ۳۶°۱۵′ شرقی / ۶۴٫۰۰۰°شمالی ۳۶٫۲۵۰°شرقی   | دریای سفید          | Onega Bay                                      |
| ۶۴°۰′ شمالی ۳۸°۴′ شرقی / ۶۴٫۰۰۰°شمالی ۳۸٫۰۶۷°شرقی    | روسیه               |                                                |
| ۶۴°۰′ شمالی ۱۷۸°۴۰′ شرقی / ۶۴٫۰۰۰°شمالی ۱۷۸٫۶۶۷°شرقی | دریای برینگ         |                                                |
| ۶۴°۰′ شمالی ۱۶۰°۵۴′ غربی / ۶۴٫۰۰۰°شمالی ۱۶۰٫۹۰۰°غربی | ایالات متحده آمریکا | آلاسکا                                         |
| ۶۴°۰′ شمالی ۱۴۱°۰′ غربی / ۶۴٫۰۰۰°شمالی ۱۴۱٫۰۰۰°غربی  | کانادا              | یوکان نورت‌وست تریتوریز نوناووت                 |
| ۶۴°۰′ شمالی ۸۸°۴۱′ غربی / ۶۴٫۰۰۰°شمالی ۸۸٫۶۸۳°غربی   | Roes Welcome Sound  |                                                |
| ۶۴°۰′ شمالی ۸۶°۳۴′ غربی / ۶۴٫۰۰۰°شمالی ۸۶٫۵۶۷°غربی   | کانادا              | نوناووت - جزیره ساوت‌همپتن                      |
| ۶۴°۰′ شمالی ۸۳°۴۰′ غربی / ۶۴٫۰۰۰°شمالی ۸۳٫۶۶۷°غربی   | South Bay           |                                                |
| ۶۴°۰′ شمالی ۸۳°۹′ غربی / ۶۴٫۰۰۰°شمالی ۸۳٫۱۵۰°غربی    | کانادا              | نوناووت - جزیره ساوت‌همپتن                      |
| ۶۴°۰′ شمالی ۸۰°۳۶′ غربی / ۶۴٫۰۰۰°شمالی ۸۰٫۶۰۰°غربی   | Foxe Channel        |                                                |
| ۶۴°۰′ شمالی ۷۸°۲′ غربی / ۶۴٫۰۰۰°شمالی ۷۸٫۰۳۳°غربی    | کانادا              | نوناووت - Mill Island and neighbouring islands |
| ۶۴°۰′ شمالی ۷۷°۳۰′ غربی / ۶۴٫۰۰۰°شمالی ۷۷٫۵۰۰°غربی   | تنگه هودسن          |                                                |
| ۶۴°۰′ شمالی ۷۲°۴۴′ غربی / ۶۴٫۰۰۰°شمالی ۷۲٫۷۳۳°غربی   | کانادا              | نوناووت - جزیره بافین                          |
| ۶۴°۰′ شمالی ۶۴°۴۰′ غربی / ۶۴٫۰۰۰°شمالی ۶۴٫۶۶۷°غربی   | تنگه دیویس          |                                                |
| ۶۴°۰′ شمالی ۵۱°۳۸′ غربی / ۶۴٫۰۰۰°شمالی ۵۱٫۶۳۳°غربی   | گرینلند             |                                                |
| ۶۴°۰′ شمالی ۴۰°۳۸′ غربی / ۶۴٫۰۰۰°شمالی ۴۰٫۶۳۳°غربی   | اقیانوس اطلس        |                                                |
| ۶۴°۰′ شمالی ۲۲°۴۳′ غربی / ۶۴٫۰۰۰°شمالی ۲۲٫۷۱۷°غربی   | ایسلند              | گذرکردن از جنوب ریکیاویک                       |
| ۶۴°۰′ شمالی ۱۶°۱۷′ غربی / ۶۴٫۰۰۰°شمالی ۱۶٫۲۸۳°غربی   | اقیانوس اطلس        |                                                |